# Wanhöden
Wanhöden is een dorp in de Duitse deelstaat Nedersaksen. Het dorp maakte van 1970 tot 2015 deel uit van de gemeente Nordholz in het Landkreis Cuxhaven. Op 1 januari 2015 ging die gemeente Nordholz op in de eenheidsgemeente Wurster Nordseeküste. 
Het dorp komt voor het eerst voor in een oorkonde van het klooster Neuenwalde uit 1509. In de directe omgeving van het dorp liggen meerdere hunebedden.
Wanhöden is het enige plaatsje in de gemeente  Wurster Nordseeküste,  dat ten oosten van de Autobahn A 27 ligt. Afrit 3 van deze snelweg ligt maar één  kilometer ten noordwesten van het dorp.
Zie voor meer informatie: Wurster Nordseeküste. 